# Maria-Hilf-Kirche (Grafenwöhr)

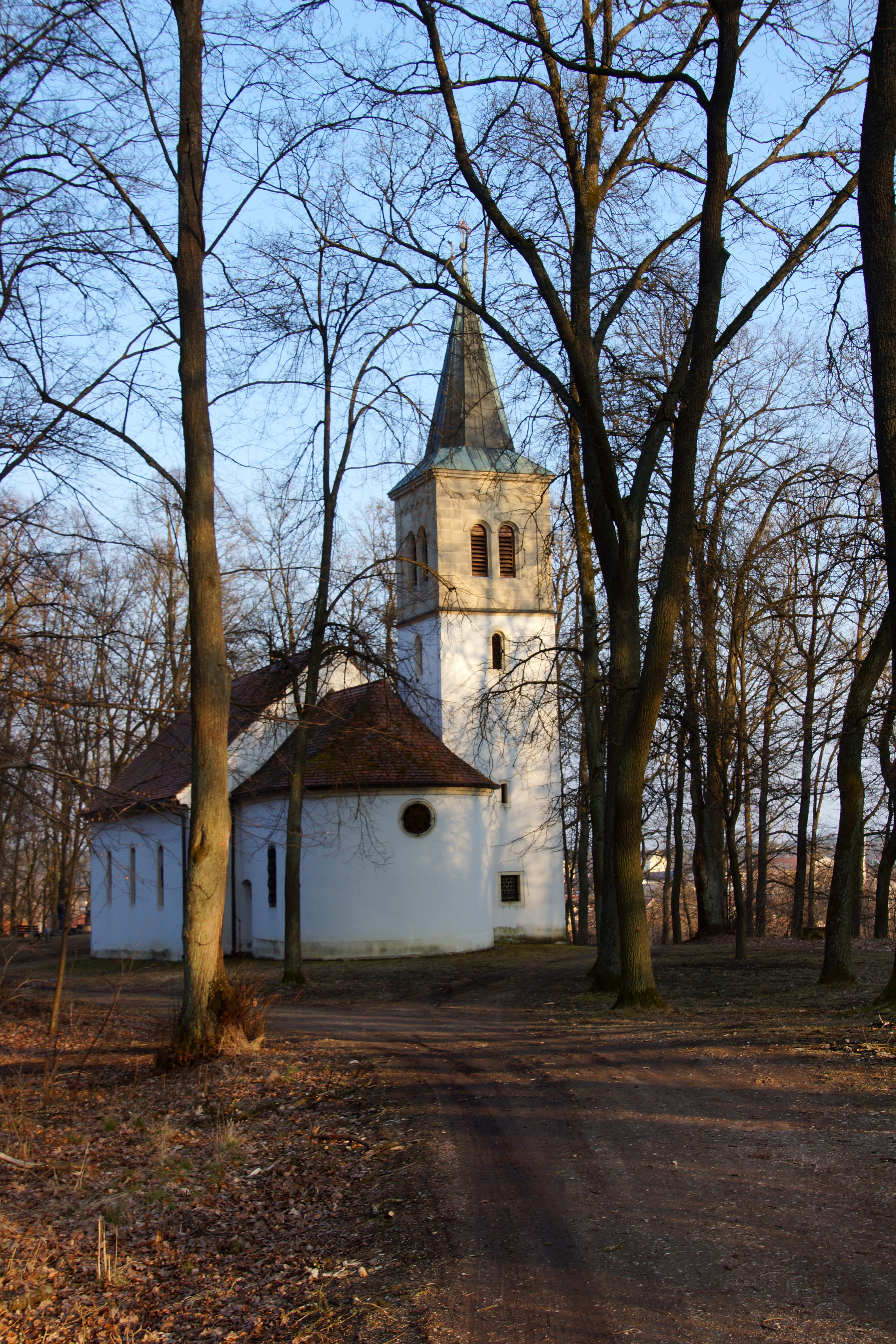
Maria-Hilf-Kirche (Grafenwöhr)

Die römisch-katholische, denkmalgeschützte Maria-Hilf-Kirche  steht auf dem Annaberg in Grafenwöhr, einer Stadt im Landkreis Neustadt an der Waldnaab der Oberpfalz. Sie gehört zum Bistum Regensburg. Das Bauwerk ist unter der Denkmalnummer D-3-74-124-4 als Baudenkmal in die Bayerische Denkmalliste eingetragen.

## Beschreibung
Die Saalkirche wurde 1849 unter Beibehaltung des Chors des 1753 gebauten Vorgängerbaus erbaut. Sie besteht aus einem Langhaus, das mit einem Satteldach bedeckt ist, einem eingezogenen, rundbogig geschlossenen Chor im Westen und einem Chorflankenturm an dessen Südwand. Er wurde 1899 mit einem Geschoss aus Quadermauerwerk aufgestockt, das hinter den als Biforien gestalteten Klangarkaden den Glockenstuhl beherbergt. Darauf sitzt ein achtseitiger Knickhelm. Der Innenraum des Langhauses ist mit einem Stichkappengewölbe überspannt, dessen Deckenmalereien erneuert wurden.